# Acuerdo anglo-otomano de 1913
El Acuerdo anglo-otomano de 1913 (29 de julio de 1913) fue un acuerdo entre la Sublime Puerta del Imperio otomano y el Gobierno del Reino Unido, lo cual definió los límites de la jurisdicción otomana en el área del Golfo Pérsico con respeto a Kuwait, Catar, Baréin, y el Shatt al-‘Arab. Firmado pero nunca ratificado, el impacto largo del acuerdo fue la posición de Kuwait; fue la base por independencia formal y se establecieron las fronteras que tiene el Kuwait moderno.

## Falta de ratificación
El Acuerdo anglo-otomano sólo fue parte de un proceso más amplio de negociaciones y las complejidades de los intereses comerciales europeos en la región, en competencia entre sí, impidieron su ratificación. Rusia, Francia y Alemania (más tarde también Italia) siempre estaban urgiendo al gobierno otomano por concesiones de ferrocarril. Se complicó más la ratificación por el hecho que la mayoría de estos poderes extranjeros también se comprometieron en negociaciones bilaterales con el Imperio Otomano, igual que los británicos habían hecho con este Acuerdo. Intentos de ganar concesiones de petróleo del gobierno otomano agregó a la complejidad de los tratos comerciales. Por fin los otomanos y británicos se convirtieron en enemigos dentro de meses después del Acuerdo de 1913, con el comienzo de la Primera Guerra Mundial apagando cualquier esperanza por una ratificación.

## Lectura recomendada
- Anscombe, Frederick F. The Ottoman Gulf: the creation of Kuwait, Saudi Arabia, and Catar. New York: Columbia University Press, 1997.
- Kelly, J.B. Eastern Arabian Frontiers. New York: Frederick A Praeger, 1964.
- Kelly, J.B.  "Sovereignty and Jurisdiction in Eastern Arabia." International Affairs (Royal Institute of International Affairs) 34.4 (1958): 16-24.
- Hurewitz, J.C., ed. The Middle East and North Africa in World Politics: A Documentary Record.

Second Edition. Vols. 1: European Expansion, 1535-1914. New Haven: Yale University Press, 1975: 567-570. 
- Schofield, Richard. Kuwait and Iraq: Historical and Territorial Disputes. London :

Chatham House, 1991.
- Slot, B.J. Mubarak al-Sabah: Founder of Modern Kuwait 1896-1915. Arabian Publishing Ltd,

2005.
- Datos: Q4065196